# Your Feet's Too Big
Your Feet's Too Big è una canzone composta nel 1936 da Fred Fisher, con un testo di Ada Benson. Nel 1939 divenne una hit per Fats Waller. Una versione, registrata dal vivo ad Amburgo, è stata inclusa sul bootleg dei Beatles Live! at the Star-Club in Hamburg, Germany; 1962 del 1977. Anche gli Ink Spots hanno interpretato la canzone. La canzone è stata inclusa nella colonna sonora del film Harry and the Hendersons del 1987.